# Лінійні кораблі типу «Нью-Мексіко»
Лінійні кораблі типу «Нью-Мексіко» — тип з трьох супер-дредноутів Військово-морських сил США, побудованих наприкінці другої декади 20-го століття. Це були «Нью-Мексіко», головний корабель, «Міссісіпі» та «Айдахо».

## Конструкція
Представники стандартних лінійних кораблів, вони у більшості аспектів були копіями попереднього типу «Песильванія». Зокрема у них була та ж схема розташування артилерії головного калібру з дванадцяти 14 дюймових (356 мм) гармат. Щоправда довжина стволів виросла у них до 50 калібрів.
Також на лінкорах було застосовано ще декілька вдосконалень, включаючи краще розміщення допоміжного озброєння, що підвищило ефективність допоміжного озброєння, носова частина кліперних обрисів, яка покращила морехідність. Також на «Нью-Мексіко». застосували експериментальний турбо-електричний рушій. Як і інші стандартні лінійні кораблі тип «Нью-Мексіко» мали максимальну швидкість у 21 вузол, що дозволяло ескадрі з таких кораблів діяти як тактично гомогенній одиниці.

## Служба
Всі три лінкори провели основну частину своєї кар'єри мирного часу у складіТихоокеанського флоту. Впродовж 1920-тих та 1930-тих вони брали участь у численних «Проблемах флоту» — великомасштабних навчаннях, які допомогли розвинути доктрину застосування ВМС, яка пізніше була використана під час війни на Тихому океані.

### Друга світова війна
Станом на 1941 усі лінкори типу були переведені на східне узбережжя, аби приєднатися до Нейтрального патруля, який захищав американські торгові судна від атак німецьких U-boot під час битви за Атлантику. Після нападу на Перл-Гарбор у грудні, кораблі швидко повернули назад на Тихий океан, де вони більшу частину 1942 року супроводжували конвої від західного узбережжя Сполучених Штатів. Починаючи з середини 1943-го, лінкори підтримували десантні операції на Алеутьських островах, островах Гілберта та Маршалових, а також Маріанських та Палау. На початкових стадіях Філіппінської компанії, яка розпочалася наприкінці 1944, взяв участь лише «Міссісіпі», оскільки решта кораблів типу знаходилася на ремонті. Цей лінкор взяв участь у битві в протоці Сурігао 24 жовтня, коли відбулася остання битва лінійних кораблів в історії.
«Міссісіпі» та «Нью-Мексіко» взяли участь у висадці в затоці Лінґайєн, частині Філіппінської компанії на початку 1945 та обидва була пошкоджені камікадзе. Оскільки ці лінкори перебували на ремонті, лише «Айдахо» взяв участь у битві за Іводзіму. Натомість всі три лінкори здійснювали артилерійську підтримку у ході битви за Окінаву. Всі три лінкори знову були ушкоджені камікадзе. Кораблі були присутні на початку окупації Японії у серпні та вересні, після чого повернулися до США. «Нью-Мексіко» та «Айдахо» швидко викличили зі складу флоту, після чого продали на метал. Натомість «Міссісіпі» залишився на службі як навчальний корабель та корабель для випробування озброєння. У цій якості екіпаж проводив експерименти з зенітними ракетами до середини 1950-тих, перед тим як корабель продали на утилізацію у 1956.